# Martinhada
La Martinhada, ou Révolte de la Martinhada, connue également comme L'Imbroglio ou La Terrifiante est un coup d'État politico-militaire mené au Portugal, le 11 novembre 1820, jour de la Saint-Martin (d'où son nom), par un groupe de chefs militaires, connus comme les exaltés, avec le soutien d'une vaste coalition informelle de groupes politiques et sociaux, opposés à la gouvernance de la Junte Provisoire du Gouvernement Suprême du Royaume. Celle-ci, mise en place après la révolution libérale de 1820 était chargée d'organiser des élections pour une assemblée constituante.

## Antécédents
La révolution libérale qui éclata au Portugal en août 1820 était motivée par le sentiment d'une monarchie en décadence mais les individus qui la portèrent étaient loin de constituer un groupe homogène du point de vue politique et idéologique. Il était composé d'une part de civils, libéraux modérés, majoritairement juristes et magistrats, qui cherchaient à doter le pays d'une constitution et d'institutions libérales. De l'autre, il y avait des militaires, divisés eux-mêmes en deux factions: l'une conservatrice, composée des principaux chefs militaires du mouvement et d'officiers supérieurs, qui n'envisageaient pas de changements structurels et désiraient surtout en finir avec la tutelle britannique sur le pays, avec le retour du roi, toujours exilé au Brésil, et éventuellement la convocation des Cortes traditionnelles; l'autre de gauche radicale, était constituée en majorité d'officiers subalternes – tels que le capitaine Bernardo de Sá Nogueira de Figueiredo, futur baron, vicomte et marquis de Sá da Bandeira – qui, bien que libéraux, prétendaient aller au-delà des réformes proposées par l'aile modérée.
Outre les désaccords idéologiques, ce qui dérangeait vraiment les militaires c'était d'avoir été mis à l'écart des décisions en cours alors qu'ils étaient détenteurs de la force et que leur rôle avait été fondamental dans le succès de cette révolution. Ils se sentaient lésés par les civils, les hommes de lois plus précisément. Ce sentiment de mise à l'écart venait s'ajouter à la longue liste des humiliations dont souffrait l'armée depuis les débuts de la tutelle britannique: perte de prestige, perte d'autorité et d'influence dans les destinées du pays.
Ces forces si différentes n'étaient portées que par la volonté de mettre un terme à la crise profonde que vivait le Portugal depuis une décennie. Ce n'est qu'une fois le pouvoir renversé, quand il fut question de savoir qui devait commander et quel était le chemin politique à suivre, que les divergences commencèrent à se faire entendre, même si elles étaient manifestes dès le début.
En effet, dans les jours qui précédèrent le 24 août, un conflit éclata entre le brigadier António da Silveira et le magistrat Manuel Fernandes Tomás au sujet de la proclamation à faire au pays. Le premier cherchait à limiter les objectifs du mouvement à la simple formation d'une junte gouvernante et à l'envoi d'une représentation au roi afin de lui demander de rentrer au pays, sans qu'aucune allusion ne soit faite à une convocation des Cortes. Fernandes Tomás et les modérés parvinrent à l'emporter, un mois plus tard, la veille de l'entrée de la Junte de Porto à Lisbonne, lorsque Silveira tenta à plusieurs reprises, de s'emparer de la tête du mouvement, avant de tenter de dissoudre la Junte, où les civils étaient majoritaires.
Le mécontentement des militaires, déjà grand, ne fit qu'augmenter en constatant qu'ils étaient voués à jouer les seconds rôles dans la Junte Provisoire du Gouvernement Suprême du Royaume et dans la Junte provisoire consacrée à la préparation des Cortes.

## Déroulé
Le seul point sur lequel tous les putschistes s'accordaient c'était sur le départ immédiat de Manuel Fernandes Tomás à la tête de la Junte.
Parmi les personnes impliquées dans cette révolte figuraient le général de brigade Gaspar Teixeira de Magalhães e Lacerda, Sebastião Drago Valente de Brito Cabreira , le général de brigade António da Silveira Pinto da Fonseca, Joaquim Teles Jordão et Bernardo de Sá Nogueira.
Sous le commandement de António da Silveira et du maréchal de camp Gaspar Teixeira, et la participation d'hommes tels que le colonel Sebastião Cabreira et Sá Nogueira, les militaires commencèrent à conspirer dès le mois d'octobre. Des réunions eurent lieu dans un club militaire de la rue de São Francisco, à Lisboa.
La décision de passer à l'action fut prise à la fin du mois, lorsque
la rumeur commença a courir que les Cortes allaient être convoquées sous leur forme traditionnelle. Cette possibilité provoqua, le 25 octobre, à l'initiative du juge João Alves, une réunion de l'institution Casa dos Vinte e Quatro, laquelle assumant son rôle de représentant de la volonté de l'ensemble des guildes et de la population de Lisbonne, se prononça contre la convocation des Cortes de manière traditionnelle et exigea que l'on puisse choisir les représentants aux Cortes indistinctement parmi la masse générale de la Nation, selon le modèle libéral de la constitution espagnole de 1812, dite constitution de Cadix. Les Cortes élaboreraient alors librement une constitution adaptée aux idéaux de l'époque et à nos besoins.
João Alves écrivit alors à Gaspar Teixeira, pour lui communiquer cette décision et lui demander de la soutenir, ce qu'il fit dès le 29 octobre, avec l'envoie d'une représentation des corps militaires de la garnison de Lisbonne auprès de la Junte préparatoire des Cortes.
Le soutien apporté par les militaires conservateurs semble, à première vue, ne pas avoir de sens étant donné que la convocation des Cortes traditionnelles ne leur posait pas de problèmes. Cependant, ils auraient appris que ces informations étaient fausses, certains d'entre eux faisant justement partie des juntes et étaient au courant des travaux en cours, qui prenaient une orientation différente, comme on finirait par le constater quelques jours plus tard, lorsque fut rendu publique la loi électorale.
Ce qu'ils cherchèrent alors à faire, sachant que leurs collègues radicaux n'accepteraient jamais la réunion des Cortes sous cette forme, c'est de profiter des effets de la rumeur pour promouvoir une action conjointe contre le groupe des civils. Unis, ils auraient eu plus de forces pour le faire chuter et de là, faire surgir une nouvelle opportunité afin, de plus tard, imposer leurs propres objectifs, quitte à paraître céder aux radicaux.
Deux jours plus tard, la Junte du Gouvernement Suprême, cherchant à clarifier la situation et à apaiser les esprits de ceux qui doutaient des intentions de la Junte Préparatoire des Cortes, annonça, dans un manifeste, que le modèle des Cortes traditionnelles ne serait pas suivi et la nature libérale de la future loi électorale serait clairement de nature libérale. Ils en profitèrent pour alerter sur l'importance décisive des élections:
Portugais! Ce n'est pas pour ressusciter les anciennes formes du féodalisme et organiser en vain un simulacre de Cortes que les 24 aôut et 15 septembre, glorieuses journées à jamais gravées dans nos mémoires, vous avez adopter la terrible posture d'un peuple qui, se libérant par ses propres moyens des fers qui l'emprisonnaient, hypothèque sa vie afin d'assurer sa liberté […] Parmi les différents plans proposés pour les élections […] celui qui eut votre préférence fut celui qui respectait la véritable et légitime représentation nationale, qui simplifiait le système tout en économisant notre temps. […] Portugais! Pour la première fois depuis des siècles, vous pourrez élire des représentants, qui porteront réellement la volonté universelle.[…] Durant un moment, les destins de millions d'hommes vont dépendre de la procuration que vous avez signé. A Dieu, à la religion, à la Patrie, au Roi et à l'infinie série de ceux qui viendront après vous, vous répondrez par l'incroyable utilisation que vous allez faire de votre voie. la direction que vous vous apprêtez à prendre deviendra un exemple pour les élections suivantes avant de devenir une loi pour les autres.[…] Considérez, et faites-le dès aujourd'hui et jusqu'au dernier moment des élections, que vous vous apprêtez à confier vos biens, vos libertés, votre personne et celle de ceux qui vous sont chers aujourd'hui et demain, dans les mains de vos députés. Ce seront eux les patriarches de la Nation, les fondateurs de la Patrie et les fondements de l'état. Pensez-y et choisissez.
Le 10 novembre fut publié le règlement des élections au Cortes Extraordinaires et Constituantes. Comme il s'agissait d'un suffrage indirecte en deux phases (durant la première seraient choisis les électeurs qui choisiraient ensuite les députés), l'acte électoral se déroulerait sur deux journées distinctes, la première étant prévue le 26 novembre et la seconde le 3 décembre.
Cependant, cette loi continuait à déplaire à la frange la plus radicale des militaires, en effet, tout en annonçant une élection en mode libérale, il existait des différences par rapport à ce qui était prévu par la Constitution de Cadix.
En outre, les militaires considéraient que l'article 26 de la loi, qui recommandait que les candidats à la députation aient de bonnes connaissances scientifiques, favorisait l'élection de juristes et de magistrats au détriment des militaires. Le simple fait que l'examen de l'acte électoral soit de la responsabilité de magistrats faisait craindre aux militaires d'être défavorisés .
Toutes les conditions étaient ainsi réunies pour que le 11 novembre éclate la révolte de la Martinhada.

## Conséquences
Le coup d'État eut plus d'importance pour les groupes les plus conservateurs de l'armée et de la société, proches des idées absolutistes et anticonstitutionnelles. Néanmoins, il fut le résultat d'une alliance contre nature entre eux et la partie la plus radicale des bourgeois et des libéraux qui, elle, cherchait à faire adopter La constitution de Cadix. Si, chacune des parties cherchait à contrôler le pouvoir né de la révolution, certains espéraient imposer une constitution encore plus libérale que La constitution espagnole; tandis que d'autres trouvaient qu'on était déjà allé bien trop loin.
La Martinhada connut un succès éphémère, puisque dès le 17 novembre, des dirigeants libéraux, des chefs militaires, des hommes des milieux commerciaux, de la franc-maçonnerie et de la presse firent échouer la conspiration .
Ce qui avait commencé comme une révolte politiquement contrôlée par les conservateurs et les absolutistes va provoquer au contraire leur mise à l'écart du champ politique et la radicalisation de la révolution de 1820 dans un sens libéral .
La contre révolution ramène au pouvoir Manuel Fernandes Tomás et, avec lui, Francisco de São Luís et José da Silva Carvalho tandis que certains des leaders du coup d'état (Gaspar Teixeira de Magalhães e Lacerda, António da Silveira Pinto da Fonseca et Bernardo de Sá Nogueira) sont contraints à l'exil.
La Constitution de Cadix ne sera que partiellement adoptée, son utilisation étant limitée aux instructions électorales. Cela aboutit à l'adoption, le 22 novembre 1820, de nouvelles institutions pour l'élection des députés, constituées selon la méthode espagnole de Cadix.
Ces instructions furent celles appliquées pour les élections aux Cortes Générales Extraordinaires et Constituantes de la Nation Portugaise qui eurent lieu entre le 10 et le 27 décembre 1820.